# Xandros
Xandros là một công ty sản xuất các Bản phân phối Linux và là nhà sản xuất của Xandros Desktop, một Bản phân phối Linux mang tính thương mại và có giao diện gần giống với Windows XP.
Công ty được thành lập vào năm 2001, có trụ sở tại thành phố New York và Ottawa, Ontario. Các bản phân phối của họ dựa trên Corel Linux (một bản phân phối dùng nền tảng Debian) được cung cấp bởi Tập đoàn Corel sau khi Corel quyết định ngừng kinh doanh các bản phân phối Linux.